# Silke (namn)

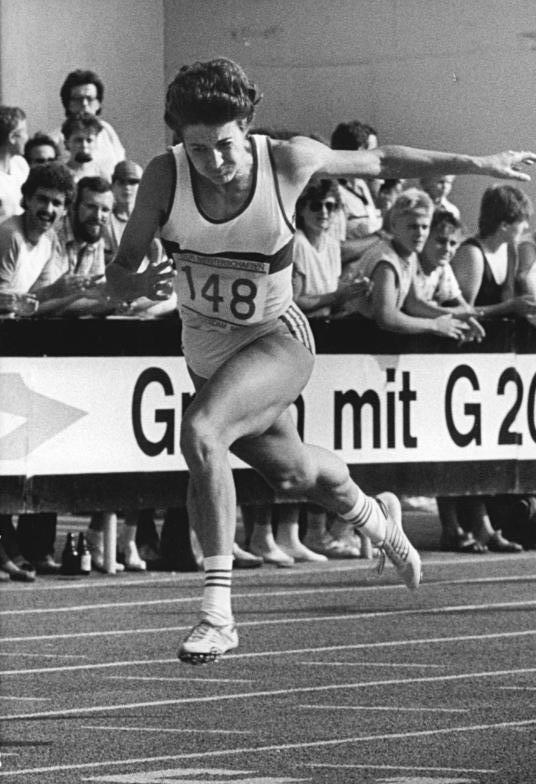
Silke Gladisch-Möller, 1987.

Silke är ett kvinnonamn. Silke är en tysk form av namnet Celia, som har sitt ursprung i det romerska släktnamnet Caelius, som betyder himmel.
Några varianter är Silka, Sylke och Cilgen.

## Namnet globalt

### Namnet i Sverige
203 kvinnor i Sverige heter Silke år 2020, varav 156 bär namnet som tilltalsnamn. Det finns dessutom 20 personer som heter Silke i efternamn. Totalt 3 män har silke som förnamn.

## Personer med namnet Silke
- Silke Gladisch-Möller, friidrottare
- Silke Scheuermann, tysk författare